# Gamay (Philippines)
Pour les articles homonymes, voir Gamay.
Gamay est une localité de la province de Samar du Nord, aux Philippines. En 2015, elle compte 23 511 habitants.